# Love Affair (gruppo musicale britannico)
I Love Affair sono stati un gruppo musicale inglese, costituitosi nel 1966 a Londra.

## Formazione
- Steve Ellis - voce
- Morgan Fisher - tastiera
- Rex Brayley - chitarra
- Mick Jackson - basso
- Maurice Bacon - batteria

## Discografia

### Album in studio
- 1968 - The Everlasting Love Affair
- 1970 - New Day

### Singoli
- 1967 - "She Smiled Sweetly" b/w "Satisfaction Guaranteed"
- 1967 - "Everlasting Love" b/w "Gone Are the Songs of Yesterday" — UK 1
- 1968 - "Rainbow Valley" b/w " Someone Like Me" — UK 5
- 1968 - "A Day Without Love" b/w " I'm Happy" — UK 6
- 1969 - "One Road" b/w "Let Me Know" — UK 16
- 1969 - "Bringing on Back the Good Times" b/w "Another Day" — UK 9
- 1969 - "Baby I Know" b/w "Accept Me for What I Am"
- 1970 - "Speak of Peace, Sing of Joy" b/w "Brings My Whole World Tumbling Down"[1][6]
- 1971 - "Wake Me I'm Dreaming"  cover di Mi ritorni in mente di Lucio Battisti